# Cmentarz parafii św. Katarzyny we Wronkach
Cmentarz parafii św. Katarzyny we Wronkach – rzymskokatolicki cmentarz położony przy ulicy Sierakowskiej 5 we Wronkach.

## Historia
Cmentarz został założony w 1829, w 1887 na jego terenie wybudowano neogotycką kaplicę, która pierwotnie była prywatną kaplicą rodziny Grabowskich. Obszar nekropolii wielokrotnie powiększano, po raz ostatni w 1926. W 1954 wybudowano kostnicę. 
W czasach terroru stalinowskiego na cmentarzu w nieoznaczonych mogiłach grzebano więźniów politycznych, którzy zostali zamordowani lub zmarli od chorób w Zakładzie Karnym we Wronkach.
Na cmentarzu pochowany został Jerzy Wroczyński (1893–1965), pułkownik piechoty Wojska Polskiego.